# Vitis palmata
Vitis palmata är en vinväxtart som beskrevs av Vahl. Vitis palmata ingår i släktet vinsläktet, och familjen vinväxter. Inga underarter finns listade i Catalogue of Life.